# Pierre Schoendoerffer
Pierre Schoendoerffer (Chamalières, 5 maggio 1928 – Clamart, 14 marzo 2012) è stato un regista, sceneggiatore e scrittore francese.

## Biografia
Di lontane origini tedesche, partì per l'Indocina francese nel 1952 come operatore di guerra della Marine nationale francese ; prese parte alla Battaglia di Dien Bien Phu e fu anche catturato dai Viet Minh. Da quell'esperienza trarrà ispirazione per diversi suoi film.

### Attività cinematografica
Nel 1964, grazie a Georges de Beauregard, realizza il suo primo successo, 317º battaglione d'assalto, con cui vince nel 1965 il premio della sceneggiatura al Festival di Cannes.
Nel 1968 ha vinto il premio Oscar per il miglior documentario per La Section Anderson. Con il film L'uomo del fiume, vinse tre premi César nel 1978.

### Attività letteraria
Pubblicò anche romanzi, come Addio al re, che vinse il Prix Interallié, da cui fu tratto un film, e L'Uomo del fiume, da cui trasse anche l'omonimo film.
Dal 2001 al 2007 fu presidente dell'Accademia di Belle arti francese.

## Filmografia
- Pescatori d'Islanda (1959)
- Il Passo del Diavolo (1959)
- 317º battaglione d'assalto (317eme section) (1965)
- Obiettivo 500 milioni (1966)
- La Section Anderson (1967)
- L'uomo del fiume (1977),
- L'Honneur d'un capitaine (1982)
- Dien Bien Phu  (1992)
- Lassù (2002)

## Romanzi
- Addio al re
- L'uomo del fiume